# Torre idrica
Una torre idrica o torre piezometrica (detta anche serbatoio idrico a torre, torrino piezometrico o torre dell'acqua) è una disconnessione idraulica sollevata da terra da tralicci in metallo o muratura che viene riempita d'acqua grazie a una pompa alla base al fine di garantire la fornitura d'acqua a un bacino d'utenza. Non è un serbatoio perché non accumula in tempi di piena e non eroga in tempi di magra; semplicemente evita interferenze fra il sistema acquedotto e il sistema di adduzione cittadino. Senza una disconnessione idraulica, si avrebbero reciproche interferenze con considerevoli oscillazioni delle piezometriche.

## Funzionamento
Viene usata negli schemi acquedottistici come riserva e per ottenere una pressione nelle condutture maggiore di quella dell'acquedotto; la pressione allo scarico è direttamente dipendente dall'altezza del serbatoio.

Sono opere di notevole altezza perché vincolate al rispetto della linea piezometrica della condotta.

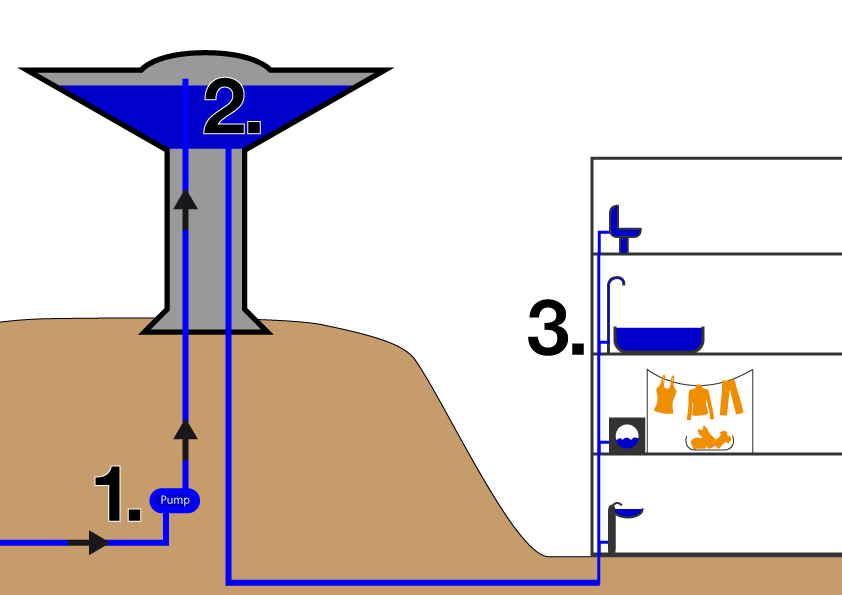
Schema di un serbatoio idrico a torre
1. Pompa
2. Serbatoio
3. Utenza

Questa soluzione per la fornitura d'acqua si è diffusa dalla rivoluzione industriale in poi e il suo funzionamento è quanto mai semplice. Una pompa porta l'acqua fino al serbatoio e da qui arriva all'utenza con una certa pressione (dovuta all'energia potenziale gravitazionale). La pressione dell'acqua in uscita alla base del serbatoio è, per il principio di conservazione dell'energia, minore o uguale a quella raggiunta dalla pompa che riempie lo stesso (vedi Equazione di Bernoulli). La funzione del serbatoio non è infatti quella di ottenere acqua in pressione (cosa che viene fatta dalla pompa) ma quella di accumularla per garantire acqua a pressione ragionevolmente costante durante tutto l'arco della giornata, indipendentemente dalle condizioni di impiego della rete che sono molto variabili tra il giorno e la notte e comunque tra i vari momenti della giornata.

## Funzioni
Le torri possono svolgere una o più delle seguenti funzioni:
- regolazione della piezometrica: quando è necessario fissare una quota della linea piezometrica in un determinato punto del tracciato della condotta. Esempi:
  - per evitare che un tratto di condotta possa essere oggetto di valori di pressioni non compatibili con le sue caratteristiche meccaniche (es. condotte cementizie);
  - per derivare da un'adduttrice garantendo un carico idraulico di partenza costante;
- sconnessione idraulica: quando si vuole evitare che il moto vario che si può generare nel tratto di condotta a valle possa propagarsi a quello di monte. Esempi:
  - quando si hanno abitati serviti da serbatoi di estremità. In questo caso l'adduttrice può lavorare a portata costante non risentendo più della variabilità della portata nelle 24 ore legata ai consumi del centro urbano);
  - per proteggere un tratto di condotta dai fenomeni di colpo d'ariete come nel caso delle condotte forzate.
- sezionamento: quando è necessario suddividere una lunga condotta di adduzione in diversi tronchi di idonea lunghezza in modo che, in caso di rottura di uno di questi, non sia necessario svuotare l'intera adduttrice ma solo il tronco da riparare.

## Tipologia
Si possono distinguere diversi tipi di torri piezometriche:
- piezometro semplice: ha la sola funzione di disconnessione idraulica;
- piezometro a sfioro: ha la funzione di disconnessione idraulica e di regolazione della piezometrica;

Ove la conformazione topografica sia favorevole, si può omettere la torre, ponendo il serbatoio direttamente sul terreno, sfruttando un terrazzamento pensile ad una opportuna quota; questi serbatoi possono essere costruiti, a parità di costo, considerando i risparmi della omessa necessità della torre, con una maggiore capacità di accumulo.

Torrino piezometrico ottocentesco di uno stabilimento di Sant'Ambrogio di Torino con un aspetto architettonico di torre richiamante lo stile degli edifici della zona dei secoli precedenti
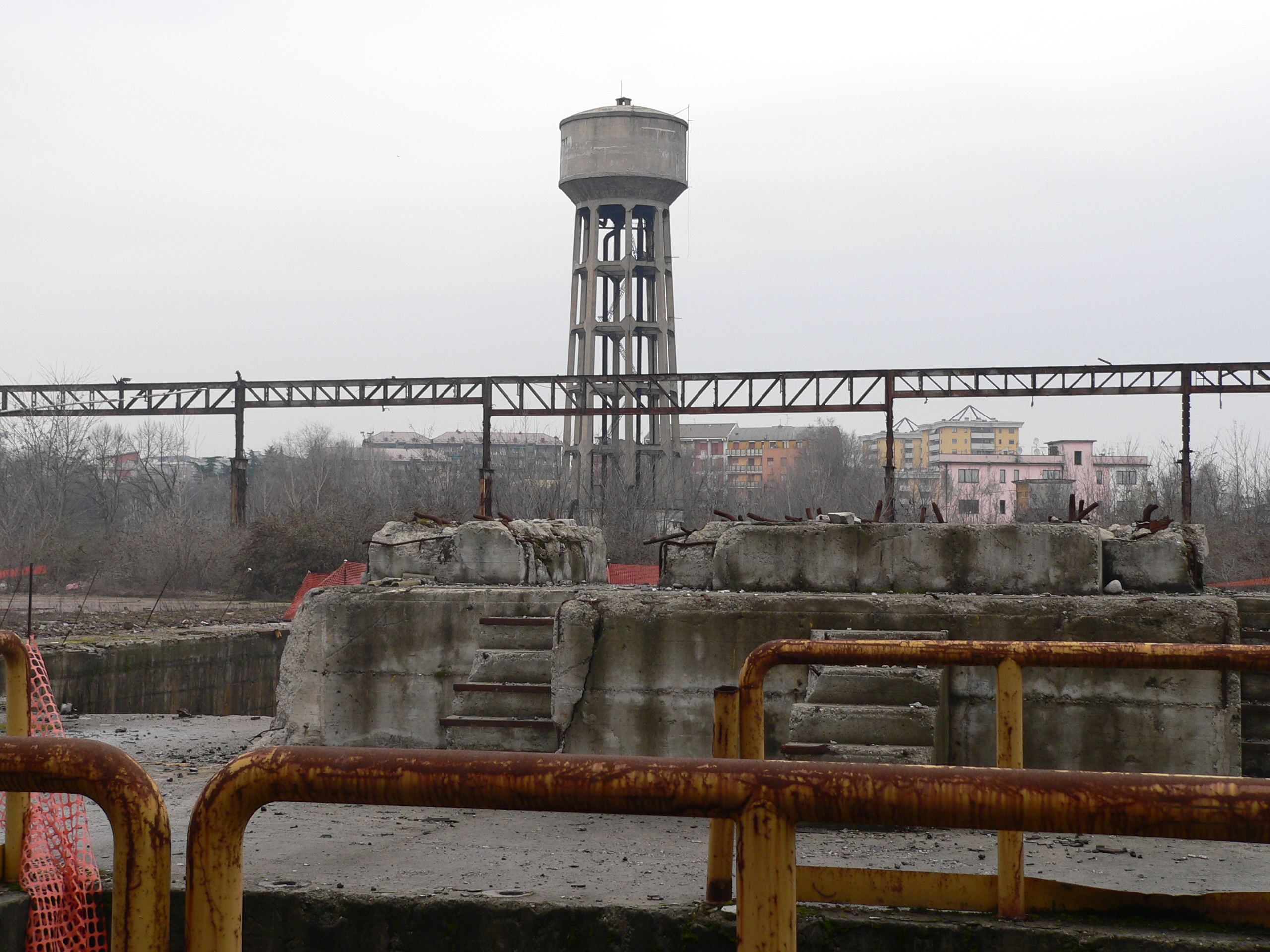
Torre piezometrica dello stabilimento Falck Unione a Sesto San Giovanni
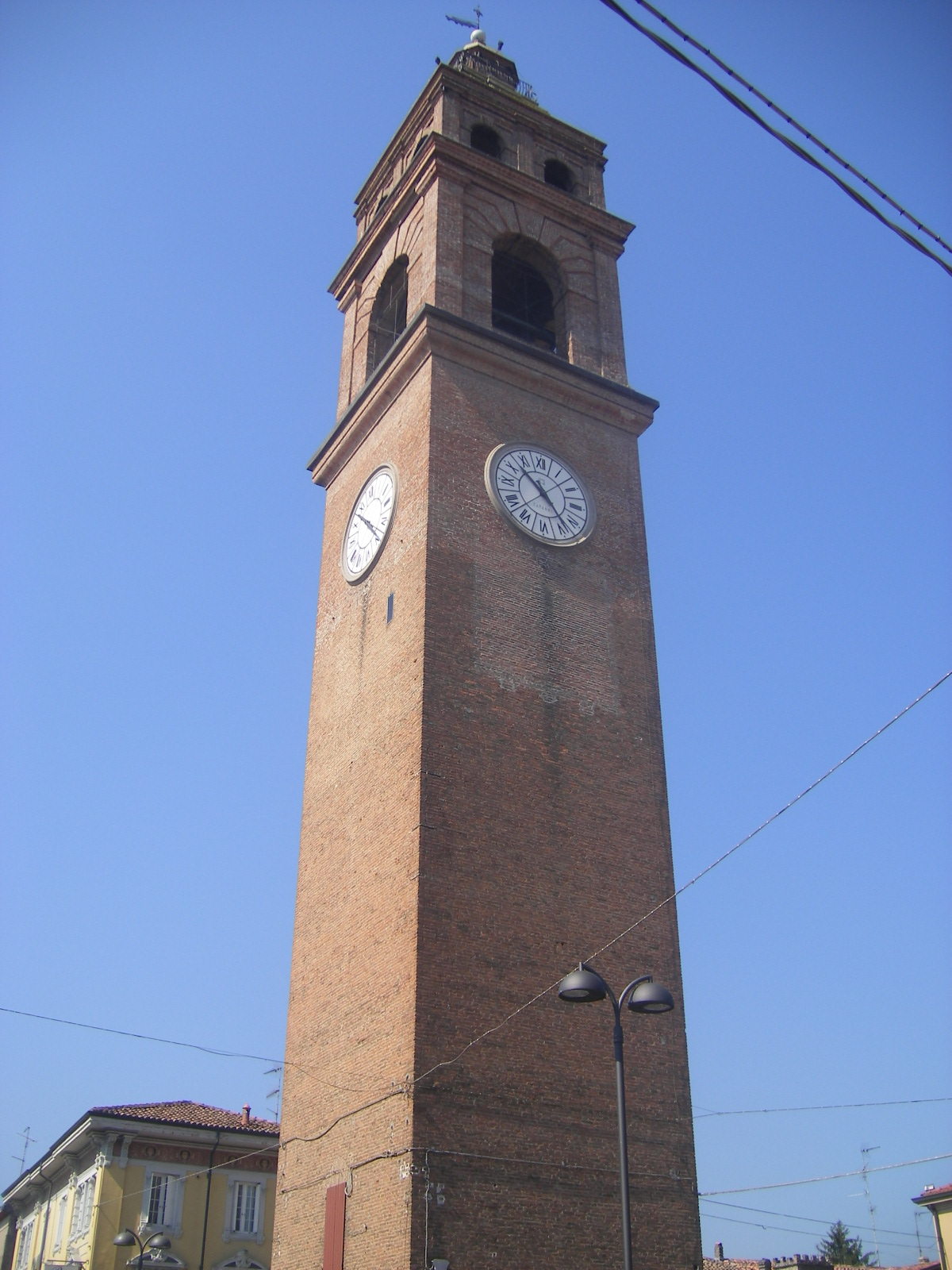
La settecentesca torre di Luzzara ospitò un serbatoio idrico con funzione di torre piezometrica
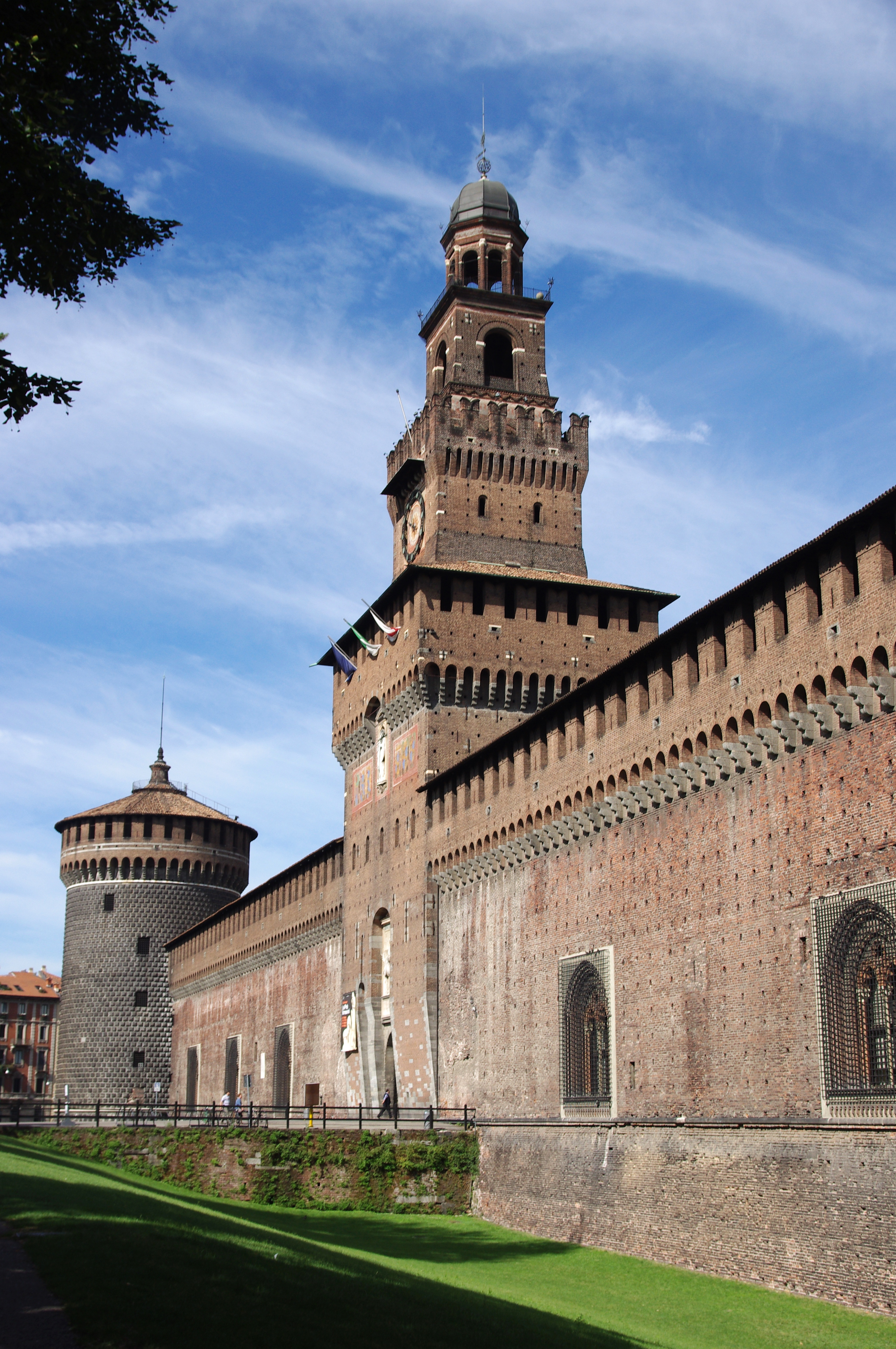
Castello Sforzesco di Milano: in due dei torrioni laterali furono collocate cisterne d'acqua con funzione di torri piezometriche
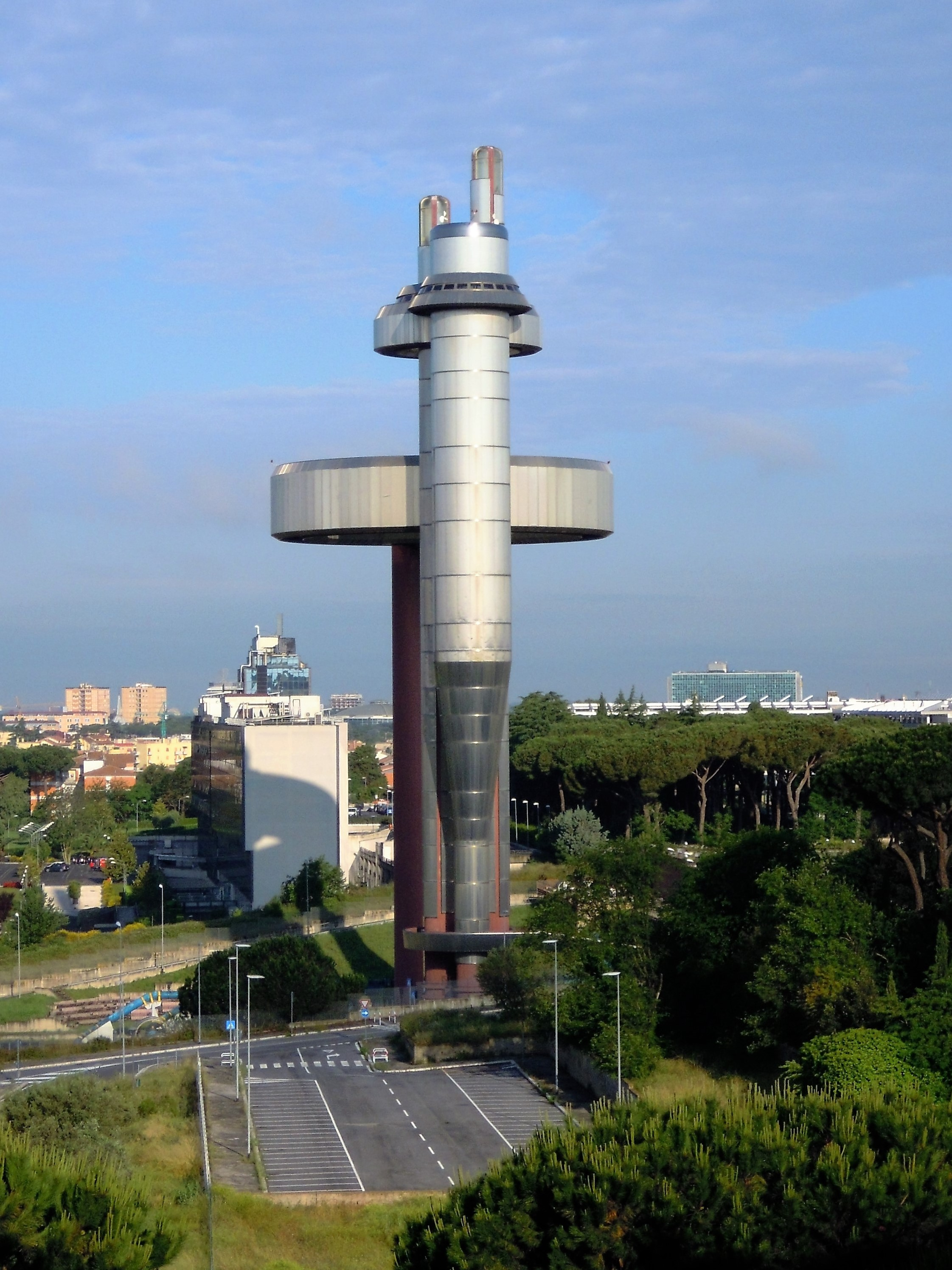
Serbatoio e torre piezometrica di Vigna Murata, quartiere Giuliano-Dalmata di Roma

## Materiali
Le torri piezometriche sono costruite in muratura,  in acciaio o in calcestruzzo armato ordinario o precompresso.